# Lifehouse
I Lifehouse sono una rock band statunitense. Sono divenuti celebri nel 2000 con il loro singolo Hanging by a Moment dal loro album di debutto, No Name Face. Il singolo ha vinto il Billboard Music Award per i migliori 100 singoli dell'anno, battendo Janet Jackson e Alicia Keys per il singolo numero 1 nel 2001.
Successivamente hanno pubblicato altri sei album. Nel 2002 è uscito Stanley Climbfall, nel 2005 Lifehouse, nel 2007 Who We Are, nel 2010 Smoke & Mirrors, nel 2012 Almería e nel 2015 Out of the Wasteland.
Il trio è composto da Jason Wade, Rick Woolstenhulme Jr. e Bryce Soderberg.
Nella loro carriera hanno venduto 15 milioni di album.

## Storia
La band è stata fondata dal leader Jason Wade (voce, chitarra), dall'amico Sergio Andrade (basso) e da Jon Palmer (batteria). Presto si aggiunsero Collin Hayden alla chitarra classica e Aaron Lord ai vari archi.

### Blyss&Diff's Lucky Day(1996-1999)
All'età di quindici anni, Jason Wade viene introdotto da Kate Miner all'amico Ron Aniello, che aiutò Jason ad affinare le sue doti. Lavorando con Aniello come produttore, il giovane ragazzo realizzò una demo nel 1999 sotto la band Blyss intitolato Diff's Lucky Day. Originariamente destinati alla vendita ai concerti, distribuzione privata o come demo per potenziali contratti discografici, questi CD edizione-limitata sorpresero tutti quando iniziarono ad essere venduti per migliaia di dollari su eBay.

### No Name Face(2000)
Nel 2000, i Lifehouse (che fino ad allora si erano chiamati Blyss) entrano nello studio di registrazione per incidere il loro primo vero e proprio album. Cinque delle venti tracce del Diff's Lucky Day vengono remixate e lanciate su No Name Face. Grazie al loro carisma e talento, la DreamWorks Records punta sul solista Jason Wade, e dal momento dell'album del debutto, 31 ottobre 2000, gli unici membri rimasti dalla fondazione sono Wade e Andrade. Presto, dopo aver registrato il primo album, Rick Woolstenhulme sostituisce Jon Palmer alla batteria. I fan internazionali dei Lifehouse iniziano a crescere e mentre i fan della band considerano i testi di Wade profondi, interrogativi e profondamente spirituali, qualcuno trova i Lifehouse "rock da radio".
Sick Cycle Carousel fu edita dalla band come il primo single commerciale, anche se è stato Hanging by a Moment ad affermare la band ed assicurargli un posto nella storia della musica, etichettata la Canzone più ascoltata del 2001. Il terzo single finale dall'album No Name Face è "Breathing" che, anche se eseguita in modo migliore rispetto Sick Cycle Carousel, ha avuto minor impatto rispetto ad Hanging by a Moment.
La canzone Everything è anche stata usata come sia canzone iniziale della prima stagione sia come canzone finale della serie Warner Bros. Smallville, ed è stata anche stata piazzata come prima canzone nell'album delle musiche originali della serie (Smallville: The Talon Mix). Questo ha iniziato il lungo affare tra la band e la serie, considerando che i Lifehouse avranno da questa canzone altre sette canzoni inserite nel serial, fino ad arrivare ad un'esecuzione live nell'episodio conclusivo della quarta serie, ed aggiungendo ancora una canzone a Smallville: The Metropolis Mix (You And Me -Wedding Version).

### Stanley Climbfall(2001-2002)
Presto, dopo un lungo tour per No Name Face, i Lifehouse ritornano in studio per il loro album Stanley Climbfall. Anche se l'album riporta canzoni totalmente nuove ed originali, di stile unico simile al primo album, il suo successo è sopraffatto da quello del primo album, ed i suoi singles Take Me Away e Spin sono presto sorpassati dai singles del primo album. Brevemente, dopo il lancio di questo album, il fratello di Rick, Sean Woolstenhulme (dei The Calling) venne ufficializzato quarto membro della band nel giugno 2002 dopo il tour insieme ai Lifehouse.
Nell'aprile del 2004, Sergio Andrade confermò che aveva deciso di lasciare la band, per seguire progetti individuali. Presto, dopo questo, anche Sean lascia la band per seguire altri progetti musicali come Abandoned Pools e The Jimmy Chamberlin Complex.

### Lifehouse(2003-2005)
Jason Wade e Rick Woolstenhulme rimangono i membri attivi dei Lifehouse. Nel tardo 2004, Bryce Soderberg (precedentemente della AM Radio) diventa il nuovo bassista e chitarrista della band. Il 6 luglio del 2004, si recano nel Maryland per iniziare i lavori del loro terzo album. Lifehouse viene pubblicato il 22 marzo 2005, ed è stato prodotto da John Alagia.
Il primo single dell'album You and Me viene pubblicato il 18 gennaio 2005. Era stato scritto diversi anni prima ed originariamente eseguito da Jason Wade nel film indipendente All Onver Again nel 2000. La canzone appare anche nelle colonne sonore di Smallville. Un episodio, "Spirit", mostra la band eseguire live il pezzo, ed altre tre canzoni dell'album (Came Back Down, Blind e Undone) nel corso dell'episodio. La canzone appare anche in  Boston Legal . È considerata la loro canzone più famosa.
Il video musicale per il secondo single dell'album, ossia Blind, viene pubblicato il 19 ottobre 2005. Inizia Tina Majorino (meglio nota come Deb del film di MTV Napoleon Dynamite) e mostra altri noti volti come Sarch McClain, Stephen Cheung ed Andy Walters.

### Who We Are(2006-2008)
Il quarto album della band è stato pubblicato il 19 giugno 2007. La pubblicazione del disco è stata seguita da un tour con i Goo Goo Dolls e la cantante Colbie Caillat, iniziata il 15 giugno al Dodge Theatre di Phoenix, negli Stati Uniti.

### Smoke & Mirrors(2008-2010)
Il quinto album della band è uscito il 2 marzo 2010.
Il primo singolo estratto dell'album si intitola Halfway Gone il cui video è stato pubblicato il 23 novembre 2009.

### Almerìa(2011-2012)
Anticipato dalla pubblicazione del singolo Between the Raindrops, con la partecipazione di Natasha Bedingfield, Almeria è il sesto album di studio della band. Pubblicato l'11 dicembre 2012 dalla Geffen Records, Almerìa è arrivato alla 55ª posizione nella classifica di Billboard degli album più venduti in America.

### Out of the Wasteland(2013-oggi)
L'8 dicembre 2014, i Lifehouse hanno dichiarato sul loro sito ufficiale che Ben Carey non sarebbe più stato una parte dei Lifehouse e invece si sarebbe concentrato sui propri progetti; per spettacoli dal vivo, la band ha rivelato che Pelle Hillstrom l'avrebbe sostituito alla chitarra
Lifehouse rientrarono in studio nel maggio 2014. Il 15 novembre 2014, la band ha pubblicato il primo singolo tratto dal nuovo album, dal titolo Flight. Il brano è stato pubblicato il 18 novembre 2014, con l'annuncio che pausa della band era ufficialmente finita e un nuovo album sarebbe stato pubblicato in aprile 2015 dal titolo  Seven . Il secondo singolo ufficiale Hurricane è stato pubblicato il 27 gennaio 2015. Il 27 gennaio, Billboard.com ha rivelato che l'album si sarebbe invece intitolato Out of the Wasteland e ha pubblicato la tracklist ufficiale dell'album, dando la data di uscita ufficiale dell'uscita, il 19 maggio 2015. L'uscita è stata poi ritardata al 26 maggio.

### Greatest Hits(2017)
Il 14 luglio 2017 viene pubblicata la raccolta Greatest Hits.

## Formazione

### Formazione attuale
- Jason Wade – voce, chitarra (1995–presente)
- Rick Woolstenhulme, Jr. – batteria, percussioni (2000–presente)
- Bryce Soderberg – basso, cori (2004–presente)

### Ex componenti
- Sean Woolstenhulme – chitarra solista, cori (2002–2004)
- Jon "Diff" Palmer – batteria, percussioni (1995–2000)
- Sergio Andrade – basso (1995–2004)

## Discografia

### Album in studio
- 1999 – Diff's Lucky Day (realizzato con il nome di Blyss)
- 2000 – No Name Face
- 2002 – Stanley Climbfall
- 2005 – Lifehouse
- 2007 – Who We Are
- 2010 – Smoke & Mirrors
- 2012 – Almería
- 2015 – Out of the Wasteland